# Bitter Blood
Bitter Blood (ビター・ブラッド, Bitā Buraddo) é uma série de televisão japonesa exibida pela Fuji Television em 2014, estrelada por Takeru Sato e Atsuro Watabe. Ele é baseado no romance de 2007 do mesmo nome por Shusuke Shizukui.

## Elenco
- Takeru Sato como Natsuki Sawara
- Atsuro Watabe como Akimura Shimao
- Shiori Kutsuna como Hitomi Maeda
- Mitsuru Fukikoshi como Toshifumi Inaki
- Tetsushi Tanaka como Hisashi Koga
- Sarutoki Minagawa como Kaoru Togashi
- Keiji como Kōji Takano
- Katsumi Takahashi como Kensuke Kagiyama
- Suzu Hirose como Shinobu Sahara
- Reiko Kusamura como Machi Yamamura
- Mitsuhiro Oikawa como Takehisa Kaizuka

## Exibição
| País      | Emissora                               | Data de estréia        | Data de final         | Título                           |
| --------- | -------------------------------------- | ---------------------- | --------------------- | -------------------------------- |
| Japão     | Fuji Television                        | 15 de abril de 2014    | 24 de junho de 2014   | ビター・ブラッド                 |
| Taiwan    | MY 101                                 | 25 de abril de 2014    | 7 de julho de 2014    | Partners by Blood菜鳥警探 我兒子 |
| Hong Kong | TVB Drama 1 (agora TVB Japanese Drama) | 20 de dezembro de 2014 | 24 de janeiro de 2015 | 父子刑警                         |
| Filipinas | Jeepney TV                             | 2015                   |                       | Partners by Blood                |